# Tanja Bosak
Tanja Bosak es una geobióloga experimental croata-estadounidense. Profesora asociada en el departamento de Ciencias de la Tierra, la Atmósfera y Planetarias en el Instituto de Tecnología de Massachusetts. Sus premios incluyen el Premio Mujer Sobresaliente en Ciencias de Subaru de la Sociedad Geológica de América (2007), la Medalla James B. Macelwane de la Unión Geofísica Americana (2011), y fue elegida miembro de AGU (2011). Tanja Bosak es reconocida por su trabajo en la comprensión de la génesis de estromatolitos, además de su trabajo en geobiología y geoquímica.

## Trayectoria
Tanja Bosak completó su Bachiller universitario en ciencias en geofísica en la Universidad de Zagreb, y su doctorado en geobiología en el Instituto de Tecnología de California, donde trabajó con Dianne Newman. Antes de su doctorado, completó un verano de investigación en el Laboratorio de Propulsión a Chorro de la NASA . Inicialmente comenzó su doctorado con la intención de centrarse en las ciencias planetarias.Durante este tiempo, publicó con Andrew Ingersoll sobre la atmósfera de Júpiter. Más tarde se centró en la génesis de estromatolitos y en 2005 completó su tesis doctoral, titulada Modelos de laboratorio de firmas biológicas microbianas en rocas carbonatadas. Realizó además un trabajo postdoctoral como becaria de la Iniciativa de Ciencias Microbianas en laUniversidad de Harvard, trabajando con Ann Pearson y Richard Losick.
Su investigación se ha desarrollado principalmente en el campo de la geobiología, en el estudio de los estromatolitos, la geoquímica orgánica y la sedimentología. Sus primeros trabajos con Dianne Newman en Caltech estudiaron la formación de estromatolitos y su interpretación en el registro de rocas . En este trabajo, utilizó la bacteria reductora de sulfato Desulfovibrio desulfuricans cepa G20 para investigar la precipitación microbiana de carbonatos . Descubrió que,contrariamente a los modelos contemporáneos, la reducción biótica del sulfato no era la causa de la precipitación de carbonato en las condiciones oceánicas precámbricas . Su investigación sugirió distintas microestructuras de carbonato como indicadores de la biogenicidad de los estromatolitos y que los procesos microbianos influyen en la forma de los cristales de calcita precipitados en condiciones sobresaturadas . En 2007, su trabajo demostró que la bacteria fotosintética anoxigénica Rhodopseudomonas palustris podría causar la formación de estromatolitos. Esto contrasta con los estromatolitos biogénicos modernos, que generalmente se forman a través de la acción de las cianobacterias . Estos resultados se interpretaron como un mecanismo potencial para la formación de estromatolitos arcaicos, que son anteriores al aumento de la fotosíntesis oxigénica. Mientras trabajaba con Dianne Newman, Bosak también demostró que los peloides de calcita pueden formarse de forma abiótica sin dejar de parecerse a los peloides biogénicos, y advirtió contra la suposición de que todas las estructuras de calcita peloide en el registro de rocas son biogénicas.
La investigación posdoctoral de Tanja Bosak con Richard Losick y Ann Pearson utilizó la geoquímica orgánica y la genética para comprender la evolución microbiana y la historia de la Tierra antigua. A través de la caracterización de isoprenoides tetracíclicos (esporulenos) en esporas de la bacteria Bacillus subtilis , Bosak determinó que estos esporulenos estaban involucrados en la protección contra el estrés oxidativo . En el registro de rocas se encuentran compuestos derivados de esporulenos, y Bosak propuso que estas moléculas podrían usarse como biomarcadores de ambientes aeróbicos.
Como profesora en el MIT, la investigación de Tanja Bosak ha seguido múltiples caminos, incluida la biogénesis de estromatolitos, las esteras microbianas, la sedimentología y el fraccionamiento de isótopos microbianos estables. Con Alexander P. Petroff y otros, la investigación de Bosak demostró los orígenes fotosintéticos y las características de los estromatolitos. Los hallazgos de su grupo también mostraron cómo se forman las morfologías de la estructura de las arrugas en los estromatolitos, cómo las estructuras de los estromatolitos podrían malinterpretarse en el registro fósil como signos de locomoción animal y cómo se podrían formar morfologías de esteras microbianas alargadas. Con Min Sub Sim y Shuhei Ono, descubrió que la reducción biológica de sulfato puede producir grandes fraccionamientos de isótopos estables de azufre, similares a los observados en el registro de rocas de la Tierra primitiva. Los autores interpretaron esto como evidencia de que los grandes fraccionamientos de isótopos de azufre no son inequívocamente indicativos de metabolismos de azufre distintos de la reducción de sulfato en la Tierra primitiva. Otros estudios sugirieron que la reducción de sulfato microbiano y la heterotrofia juntas, o que la limitación de hierro y nitrógeno podría conducir de manera similar a grandes fraccionamientos isotópicos de sulfato. Tanja Bosak también caracterizó microfósiles en carbonatos post- Sturtian y Cryogenian de Namibia y Mongolia .

## Premios y reconocimientos
- Premio Subaru Mujer Destacada en la Ciencia de la Sociedad Geológica de América (2007)[2]
- Medalla James B. Macelwane de la Unión Geofísica Estadounidense (2011)[3]
- Becario AGU (2011)[4]
- Premio al Logro Docente Harold E. Edgerton del MIT (2011-2012)[27]
- Mentor destacado de MIT UROP - Facultad (2011-2012)[28]
- Simons Collaboration on the Origins of Life Investigator (2014)[29]
- Simons Early Career Investigator in Marine Microbial Ecology and Evolution Awards (2015): Título del proyecto "Registro de coevolución microbiana y geoquímica en genomas de cianobacterias" [30]
- Premio de la División de Geobiología y Geomicrobiología de la GSA a la investigación destacada: ganador del premio posterior a la tenencia (2016)[31]